# Кругликово (селище)
Кру́гликово (рос. Кругликово) — селище у складі району імені Лазо Хабаровського краю, Росія. Входить до складу Кругликовського сільського поселення.

## Населення
Населення — 76 осіб (2010; 32 у 2002).
Національний склад (станом на 2002 рік):
- росіяни — 94 %